# Santa Rosa (Ekwador)
Santa Rosa – miasto w Ekwadorze, w prowincji El Oro, stolica kantonu Santa Rosa.

## Opis
Miasto zostało założone w 1600 roku. Przez miasto przebiega droga krajowa E25, E584A i E586. W mieście znajduje się krajowy port lotniczy.. Santa Rosa wchodzi w skład obszar metropolitalnego miasta Machala.